# ІС-7
ІС-7 (Об'єкт 260) — експериментальний радянський важкий танк. Розроблений в 1945—1947 роках, випуск обмежився шістьма прототипами і незначним числом передсерійних машин, вироблених в 1949 році. Найпотужніший танк свого часу і найтяжчий серед радянських танків. На озброєння радянської армії не приймався, але багато з вперше застосованих рішень на цьому танку в результаті були успішно використані на серійних машинах.

## Історія створення
Проект був здійснений конструктором Миколою Шашмуріним.
Влітку 1945 року в Ленінграді почалось проектування об'єкта 260, що отримав індекс ІС-7. Для його детальної проробки було створено кілька вузькоспеціалізованих груп, керівниками яких назначили досвідчених інженерів, що мали великий досвід в створенні важких танків.
Роботи над проектом нового важкого танка почалися в КБ Ж. Я. Котіна вже на початку 1945 року, причому першим ідею його створення схвалив не хто інший, як Л. П. Берія. До розробки нової машини залучили багатьох інженерів, що мали багатий досвід створення нових танків, і вже 9 вересня 1945 року Ж. Я. Котін підписав робочі креслення загального виду машини, що одержала позначення ІС-7.
Корпус танка мав великі кути нахилу броньових листів і тригранну лобову частину, як у ІС-3, але не так різко виступає вперед. Силової установки для таких важких танків у той час ще не було, і її довелося розробляти практично заново. Врешті-решт після тривалих випробувань на перших двох зразках ІС-7 встановили двигун ТД-30, створений на базі авіаційного АЧ-300. Нововведенням в танкобудуванні було застосування на ІС-7 легких гумових паливних баків, місткість яких в остаточному варіанту танка довели до 1300 л.
На ІС-7 вперше у вітчизняній практиці використовувати гусениці з резинометалево шарнірному, пучкові торсіони, гідроамортизатора двосторонньої дії та опорні котки з внутрішньою амортизацією.
Вже в 1947 році почалися роботи зі створення поліпшеного варіанта ІС-7. На нього встановили 130-мм гармату З-70. Вперше для того часу танк отримав систему управління вогнем. З її допомогою стабілізована призма наводилася на ціль незалежно від гармати, гармата автоматично наводилася до стабілізованої лінії прицілювання, а постріл проводився автоматично.
Допоміжне озброєння танка складалося з двох великокаліберних 14,5-мм кулеметів КПВ і шести РП-46 калібру 7,62 мм. Два РП-46 і один КПВ встановлювалися в масці гармати, два інші РП-46 кріпилися на над-гусеничних полицях, а ще два, повернених тому, встановлювалися зовні на бортах вежі у кормовій частині. На даху башти розміщувався другий крупнокаліберний кулемет, з якого можна було вести вогонь, не залишаючи танк, як по повітряних, так і по наземних цілях.
Взагалі, всі кулемети мали дистанційне керування. Іншим нововведенням стало відсутність у танка ІС-7 підтримуючих котків і застосування на гусениці литих траків коробчатого перетину з резинометалічним шарніром. Слід зазначити, що на останній моделі ІС-7 був встановлений 12-циліндровий морської дизель М-50Т, і це дозволило танку розвивати швидкість до 60 км / г.
Зрештою Кіровський завод отримав замовлення на виготовлення першої серії машин у кількості 50 шт. Проте потім замовлення було анульовано, і жоден танк так і не вийшов за ворота заводу. Безперечно, ІС-7 може вважатися найкращим радянським важким танком і одним з найкращих важких танків у світі. Він мав найвищу швидкість серед машин цього типу і найпотужніше бронювання серед вітчизняних танків. А за сукупністю основних бойових показників йому не було рівних у світі.

## Опис конструкції
Хоча ІС-7 багато в чому був розвитком важкого танку ІС-3, на ньому було застосовано багато найновіших рішень, значно випередивших свій час. Компонування танку класичне, відділення управління об'єднано з бойовим. Екіпаж танку складався з п'яти чоловік, з яких 4 — командир, наводчик і двоє заряджаючих, що також здійснювали керування кулеметом, розташовані в башті, в той час як механік-водій розміщувався в передній частині корпусу.

### Броня, корпус і башта
Зварка броні ІС-7 велась з броньованих катаних плит різноманітної товщини. Лобова частина виконувалася за схемою «щучий ніс» з 150-мм плит, борти складної форми виготовлялися з двох частин — верхніх похилих, товщиною 150 мм і увігнутих усередину нижніх товщиною 100 мм. Кормова частина складалася з нижньої деталі 100-мм товщини і сильно нахиленої 60-мм верхньої деталі. Штамповані дах і днище мали товщину 30 мм і 20 мм, відповідно.
Башта танку — лита, чотиримісна, дуже великих розмірів, але не висока і з великими кутами нахилу броні. Броня башти змінної товщини, від 94 мм в кормовій частині башти до 210 мм при сумарному нахилі 51-60 градусів в лобовій, товщина маски зброї досягала 350 мм.

### Озброєння
Як основне озброєння на танк було встановлено потужну 130-мм танкову нарізну гармату С-70 57,2 калібру, з початковою швидкістю 33,4 кілограмового бронебійного снаряду 900 м/с розроблена на базі 130-мм морської корабельної гармати. Гармата мала вертикальний клиновий напівавтоматичний затвор, обладнувалася однокамерним сітчатим стволовим гальмом, системою керування вогнем і механізмом заряджання з електроприводом, за типом морських артилерійських установок, що підвищували скорострільність гармати до 6-8 пострілів за хвилину.
Система керування вогнем при веденні стрільби автоматично наводило гармату згідно з положенням прицілу і виконувала постріл. Боєкомплект зброї становив 30 пострілів роздільно-гільзового заряджання з каліберними бронебійними і осколково-фугасними снарядами, що розміщалися на підлозі бойового відділення і в надгусеничних нішах.
| Таблиця бронепробивності для С-70 |     |      |      |      |      |      |
| Снаряд \ Відстань, м | 500 | 1000 | 1500 | 2000 | 2500 | 3000 |
| БР-482 (кут зустрічі 30°) | 205 | 195  | 185  | 170  | н/д  | 145  |
| БР-482 (кут зустрічі 0°) | 250 | 240  | 225  | 210  | н/д  | 180  |
| Дані за радянською методикою вимірювання бронепробивності. Варто мати на увазі, що в різний час і в різних країнах використовувалися різні методики визначення бронепробивності. Як наслідок, пряме порівняння з аналогічними даними іншої зброї часто виявляється некоректним. |     |      |      |      |      |      |

Окрім гармати, озброєння ІС-7 становили 8 кулеметів, з них два 2 — 14,5-мм КПВТ і 6 — 7,62-мм СГМТ. Один з КПВТ і два СГМТ були встановлені в масці гармати другий КПВТ встановлювався на турелі на даху башти, з чотирьох СГМТ що залишилися, два кріпилися на бортах кормової частини башти і два — на надгусеничних полицях. Всі кулемети окрім спарених, з гарматою, обладнувалися дистанційним електроприводом і наводилися зсередини танку. Боєкомплект кулеметів складався з 400 14,5-мм патронів і 2500 7,62-мм.

## Двигун і трансмісія
У зв'язку з відсутністю танкового двигуна потужністю 1200 к.с. планувалось встановити в ІС-7 спарену установку двох дизелів В-16 заводу № 77. Одночасно Міністерство транспортного машинобудування СРСР (Мінтрансмаш) доручило заводу № 800 виготовити двигун, необхідний для цього танка, Завод завдання не виконав, а спарена установка заводу № 77 запізнилася до термінів, затвердженим Мінтрансмашем. Крім того, вона не була відпрацьована і випробувана заводом-виробником. Випробування і доведення проводилися філією заводу № 100 і виявили її повну конструктивну непридатність. Не маючи необхідного двигуна, але прагнучи виконати в строк урядове завдання, Кіровський завод разом із заводом № 500 Мінавіапрому приступив до створення танкового дизеля ТД-30 на базі авіаційного АЧ-300. У результаті на двох перших зразках ІС-7 встановили двигуни ТД-30, які показали в процесі випробувань свою придатність для роботи в танку, але через погану збірки вимагали доопрацювання. Врешті-решт радянські конструктори обладнали ІС-7 V-подібним 12-циліндричним чотиритактним дизельним двигуном ежекторного охолодження М-50Т потужністю 1050 кінських сил. Такий двигун був морським дизельним двигуном, переробленим спеціально для танкобудівної промисловості. Трансмісія танка випускалась двох видів:
- Перша, виготовлена і випробувана в ІС-7 трансмісія, мала шестиступінчасту коробку передач з кареточним перемиканням і синхронізаторами. Механізм повороту — планетарний, двоступінчастий. Управління мало гідравлічні сервоприводи. При випробуваннях трансмісія показала хороші тягові якості, забезпечивши високі середні швидкості танка.
- Другий варіант механічної трансмісії був розроблений спільно з МВТУ імені М. Е. Баумана. Трансмісія — планетарна, 8-ступінчаста, з механізмом повороту типу ЗК. Управління танком полегшувалося гідравлічними сервоприводами з перспективним вибором передач.

## Недоліки та переваги
ІС-7 звичайно був найсильнішим, та найпотужнішим радянським танком, але він мав дуже багато слабких місць. Ось декілька з них:
- Слабка броня корми.
- Надслабка здатність переміщення бездоріжжям.
- Слабка захищеність екіпажу, та двигуна.
- Сильна помітність.

Та все-таки його сильні сторони переважають недоліки. Ось його основні плюси:
- Велика потужність двигуна.
- Швидке пересування по шосе.
- Висока броньованість лобу та бортів.
- Сильно нахилена броня.
- Потужна гармата.

## Оцінка проекту
ІС-7 став проявом неймовірного прогресу Ж. Я. Котіна і радянського важкого танкобудування взагалі. Розробка велася в рамках нової концепції злиття бойових характеристик важкого танку при збереженні рухливості середнього. Зброя потужніша, ніж у ІС-2, броня товстіша, ніж у «Королівського тигра», маневреність і швидкість краща, ніж у Т-34.
Розглянемо ІС-7 в порівнянні з післявоєнною генерацією танків. Основними танками на озброєнні НАТО тоді стали британські танки «Центуріон» і американський «Паттон». Їхнє озброєння становили 83,2 мм і 90 мм гармати з високою початковою швидкістю снаряду.(обидва згодом дістали 105 мм гармату) Для протистояння ІС-3 за кордоном були створені два важких танки — М-103 і «Конкерор» оснащений 120 мм гарматою з початковою швидкістю 1000м/с. Лобова броня ІС-7 броня була невразлива для бронебійних снарядів тяжких танків на відстані понад 1000 м. Бортовий захист витримував попадання снарядів середніх танків. На випробуваннях бронезахист ІС-7 показав неймовірну для того часу балістичну стійкість. Вона витримала попадання з німецької 128 мм гармати і навіть з власної 130 мм. В роки війни 128 мм зброя вражала будь-який танк на будь-якій дистанції в тому числі ІС-2. Власне гармата ІС-7 мала калібр 130 мм і початкову швидкість 900 м/с, маючи бронепробивність понад 185 мм на дистанціях понад 1,5 км. Була вирішена головна проблема крупнокаліберної гармати — скорострільність. За допомогою механізму заряджання і введення в екіпаж двох заряджаючих була досягнута скорострільність 6-8 пострілів за хвилину. Прицільний комплекс теж був значно покращений, танк був здатний вести бій на дальній дистанції з граничною точністю. Таким чином ІС-7 міг знищувати будь-які типи танків НАТО знаходячись поза зоною ураження. В роки другої світової тяжкі танки, перевершуючи середні танки за бойовими характеристиками, значно поступалися їм в рухливості. Ця проблема була вирішена встановленням 1000-сильного двигуна і найновішої трансмісії з сервоприводами. Великий 68-ми тонний танк розганявся до 60км/год і при цьому був легким в керуванні. М-103 і «Конкерор» будучи за бронезахистом і озброєнням більш-менш адекватними ІС-7, значно поступалися йому в швидкості і рухомості. Для боротьби з неброньованими цілями і піхотою танк мав і надзвичайно потужне озброєння.
У підсумку СРСР міг отримати прообраз сучасного основного бойового танка який би знецінив танкові арсенали ймовірного супротивника. На жаль прогрес протитанкового, ядерного озброєння та авіації поставив під сумнів концепцію «ідеального» танка. Удосконалення кумулятивних боєприпасів різко знизило цінність його потужного балістичного бронезахисту. Революційні нововведення в конструкції танка теж страждали від військової культури виробництва та нестачі технологічної бази. Двигун постійно виходив з ладу, система пожежогасіння не працювала, трансмісія не витримувала навантаження, та інші конфузи. Звичайно за всі ці чудові характеристики довелося заплатити м'яко кажучи немалою масою в 68 тонн, через що була різко знижена оперативна рухомість. Радянська транспортна система не була готова до транспортування танка такої маси, але німці в другу світову війну цілком справлялися з транспортуванням 68 — тонного «Королівського Тигра» і 72-тонного «Ягдтигра».
ІС-7 був безумовно найпотужнішим танком свого часу у світі. За сукупністю характеристик він значно перевершував всі існуючі на той момент і навіть перспективні машини. Але плани військово-політичного керівництва на ракетно-ядерний конфлікт поховали саму концепцію такого потужного і дорогого танка. Ставка була зроблена на велику кількість дешевих середніх танків.